# La Grée-Saint-Laurent
La Grée-Saint-Laurent är en kommun i departementet Morbihan i regionen Bretagne i nordvästra Frankrike. Kommunen ligger i kantonen Josselin som tillhör arrondissementet Pontivy. År 2022 hade La Grée-Saint-Laurent 310 invånare.

## Befolkningsutveckling
Antalet invånare i kommunen La Grée-Saint-Laurent
| Referens: INSEE |